# Gamcheon
Gamcheon-dong é uma subdivisão (dong) do distrito (gu) de Saha, na região centro-oeste da cidade de Busan, Coréia do Sul. A área é conhecida por suas ruas íngremes, becos sinuosos e casas coloridas, que foram restauradas e melhoradas nos últimos anos para atrair o turismo. Alguns murais de rua pintados e boutiques de artesanato também surgiram na área.  Anteriormente uma das favelas mais pobres da cidade, o governo projetou dinheiro em Gamcheon-dong em 2009 para incentivar a arte na região com o projeto "Sonhando com Machu Pichu em Busan".  Consequentemente a área ganhou vários prêmios regionais, incluindo o prêmio UN-HABITAT Asian Townscape de 2012 e um prêmio de excelência cultural do Ministério da Cultura, Esportes e Turismo sul-coreano.

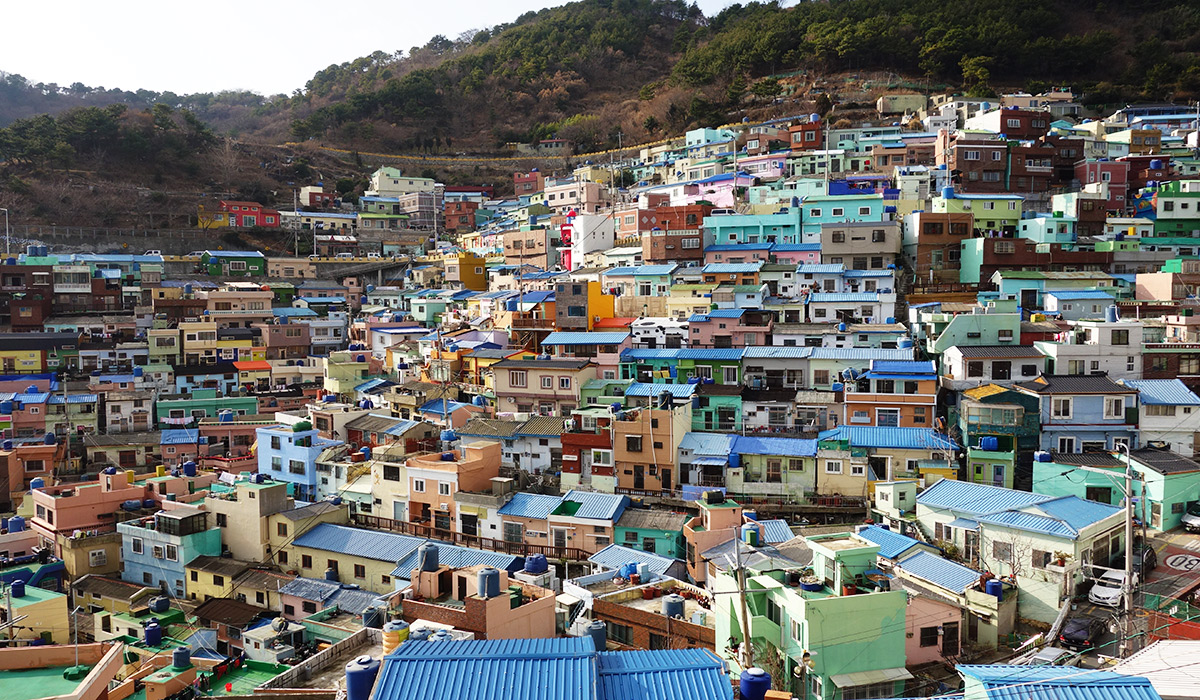
Casas coloridas de Gamcheon